# فابيان جايجر
فابيان جايجر هو دراج سويسري، ولد في 18 يوليو 1987 في Rieden, Switzerland ‏ في سويسرا.

## وصلات خارجية
- الموقع الرسمي
- فابيان جيجير على موقع أرشيف الدراجات (الإنجليزية)
- فابيان جيجير على موقع إحصائيات الدراجات الإحترافية (الإنجليزية)
- فابيان جيجير على موقع MTB Data (الإنجليزية)